# Юсуф Газибегович
Юсуф Газибегович (босн. Jusuf Gazibegović, нар. 11 березня 2000, Зальцбург) — боснійський футболіст, захисник німецького клубу «Кельн» та національної збірної Боснії і Герцеговини.
Виступав, зокрема, за клуб «Ліферінг».

## Клубна кар'єра
Народився 11 березня 2000 року в місті Зальцбург. Вихованець юнацьких команд футбольних клубів «Аустрія» (Зальцбург), «Ред Булл».
У дорослому футболі дебютував 2018 року виступами за команду «Ліферінг», в якій провів два сезони, взявши участь у 39 матчах чемпіонату. 
До складу клубу «Штурм» (Грац) приєднався 2020 року. Станом на 31 липня 2022 року відіграв за команду з Граца 54 матчі в національному чемпіонаті.
В січні 2025 року Газибегович перейшов до німецького «Кельна», з яким виграв Другу Бундеслігу Німеччини сезону 2024/25.

## Виступи за збірні
У 2016 році дебютував у складі юнацької збірної Боснії і Герцеговини (U-17), загалом на юнацькому рівні взяв участь у 27 іграх, відзначившись одним забитим голом.
У 2018 році залучався до складу молодіжної збірної Боснії і Герцеговини. На молодіжному рівні зіграв у 4 офіційних матчах.
У 2021 році дебютував в офіційних матчах у складі національної збірної Боснії і Герцеговини.

## Титули і досягнення
Штурм
- Володар Кубка Австрії (2):

«Штурм»: 2022-23, 2023-24
- Чемпіон Австрії (1):

«Штурм»: 2023-24
Кельн
- Переможець Другої Бундесліги: 2024/25